# Sepiolit
Sepiolit er et blødt, porøst lerlignende mineral, som består af vandholdigt Magnesiumsilikat med formlen H4Mg2Si3O10 og danner amorfe knoldede masser. Hårdheden er 2-2,5, vægtfylden er egentlig 2, men på grund af materialets porøsitet virker det som en vægtfylde på 0,8-1,1.
Sepiolit er ugennemsigtigt, fedtet at føle på, klæber til tungen og kan ridses med en negl, men kan indeholde hårdere partikler. Farven er hvid, med tilløb til gult, gråt eller rødligt skær.
Merskum er hvidlig sepiolit, som ved forarbejding koges med voks eller spermacet.
Det meste kommer fra Lilleasien især fra flodaflejringerne på sletten omkring Byen Eskişehir i Tyrkiet, mellem Istanbul og Ankara, hvor det er opstået ved omdannelse af Magnesiumkarbonat i de omliggende fjeldes Serpentinbjergarter. Det forekommer endvidere i Marokko, ved Vallecas i Spanien, Theben i Grækenland, Hrubschitz i Mähren. Overalt er det formentlig opstået fra Serpentinbjergarter.
Ved Vallecas forekommer det i sådanne mængder at det har været benyttet som bygningssten. I Algeriet anvendes en blød variant i stedet for sæbe ved mudderbade samt tøjvask.